# Савезно веће
Савезно веће је било дом Народне скупштине ФНРЈ, Савезне народне скупштине ФНРЈ и Савезне скупштине, од јануара 1946. до маја 1969. и Скупштине СФРЈ, од маја 1974. до јуна 1992. године.
Усвајањем Устава ФНРЈ 31. јануара 1946. Уставотворна скупштина ДФЈ постала је Народна скупштина ФНРЈ, а њена два већа — Савезна скупштина и Скупштина народа постала су Савезно веће и Веће народа, која су као већа Народне скупштине постојала од 1946. до 1953. године. Усвајањем Уставоног закона, 13. јануара 1953. Народна скупштина је реорганизована у Савезну народну скупштину, која је такође имала два већа — Савезно веће и Веће произвођача. Нова организација скупштине конституисана је 24. децембра 1953, након скупштинских избора. 
Усвајањем Устава СФРЈ, 7. априла 1963. Савезна народна скупштина постала је Савезна скупштина СФРЈ, која је поред Савезног већа имала још четири дома — Привредно веће, Просветно-културно веће, Социјално-здравствено веће и Организационо-политичко веће. Усвајањем уставних амдандамана, 26. децембра 1968. општенадлежно веће Савезне скупштине постало је Веће народа, а Савезно веће је укинуто. Како су се уставни амандмани примењивали од новог изборног циклуса, Савезно веће је функционисало до 15. маја 1969, када је формиран нови сазив Савезна скупштина. 
У периоду од 1969. до 1974, поред Већа народа, у Савезној скупштини постојала су још четири дома — Привредно веће, Просветно-културно веће, Социјално-здравствено веће и Друштвено-политичко веће. Усвајањем новог Устава СФРЈ 21. фебруара 1974. Савезно веће је поновно постало дом Скупштине СФРЈ, док је други дом било Веће република и покрајина. Конституисано је 15. маја 1974. формирањем Скупштине СФРЈ, након делегатских избора. 
Након проглашења независноти појединих република СФРЈ, Савезно веће је од краја 1991. функционисало само са делегатима из Србије и Црне Горе, који су 27. априла 1992. прогласили Устав СРЈ којим је формирана Савезна Република Југославија. Како је Скупштина СФРЈ наставила са обављањем својих дужности до формирања Савезне скупштине СРЈ, Савезно веће је престало да постоји тек 11. јуна 1992. конституисањем Већа грађана Савезне скупштине СРЈ, након савезних избора одржаних маја 1992. године.

## Уставна улога

### Устав ФНРЈ из 1946.
Према Уставу Федеративне Народне Републике Југославије (1946) Народна скупштина ФНРЈ се састојала из два дома: Савезног већа и Већа народа. Оба дома била су равноправна и бирала су се на мандат од четири године. Домови су заседали одвојено, а скупштинска заседања је сазивао Президијум Народне скупштине ФНРЈ.
Савезно веће су бирали сви југословенски грађани. На сваких 50.000 становника бирао се по један посланик. Веће је имало председника, два потпредседника и три секретара.
Право подношења законских предлога имала је Влада ФНРЈ, чланови Владе ФНРЈ и посланици оба дома. Ниједан законски предлог није могао постати закон, ако није изгласан већином гласова у оба дома на седници на којој је присутна већина посланика сваког дома.
Предлог за промену и допуну Устава могао је поднети Президијум Народне скупштине ФНРЈ, Влада ФНРЈ или трећина посланика једног дома. Предлог је требало да буде прихваћен у сваком дому већином гласова. Био би усвојен ако би за промену или допуну Устава гласала апсолутна већина од целокупног броја посланика у сваком дому. Усвојену промену или допуну Устава проглашавала је Народна скупштина ФНРЈ на заједничкој седници оба дома.

### Уставни закон из 1953.
Према Уставном закону о основама друштвеног и политичког уређења ФНРЈ и савезним органима власти (1953) Савезна народна скупштина ФНРЈ се састојала из два дома: Савезног већа и Већа произвођача. Савезно веће су сачињавали народни посланици које су бирали грађани у срезовима и градовима на основу општег, једнаког и непосредног бирачког права и народни посланици које су из реда својих чланова бирала републичка већа и покрајинско односно обласно веће. Грађани у срезовима и градовима бирали су посланике по норми: један посланик на 60.000 становника. Републичко веће сваке народне републике бирало је десет посланика, покрајинско веће аутономне покрајине шест, а обласно веће аутономне области четири посланика.
Све послове у надлежности Савезне народне скупштине ФНРЈ у чијем решавању нису учествовала равноправно или заједнички оба дома, или о којима није решавало само Веће произвођача, вршило је само Савезно веће. Унутар Савезног већа, као посебно законодавно тело, постојало је и Веће народа.

### Устав СФРЈ из 1963.
Према Уставу Социјалистичке Федеративне Републике Југославије (1963) Савезна скупштина СФРЈ се састојала из пет домова: Савезног већа (као већа делегата грађана у општинама и републикама) и Привредног већа, Просветно-културног већа, Социјално-здравственог већа и Организационо-политичког већа (као већа делегата радних људи у радним заједницама).
Свако веће је имало по 120 посланика који су се бирали у складу с нормом да се један посланик бира на исти број становника и да се у једној или више општина, као изборној јединици, бира по један посланик за свако веће. У Савезно веће бирало је и републичко веће сваке републичке скупштине по десет посланика из реда својих чланова. У републици која је у свом саставу имала аутономне покрајине покрајинско веће сваке аутономне покрајине бирало је у републичку делегацију за Савезно веће још по пет посланика из редова својих чланова или из редова чланова републичког већа републичке скупштине који су изабрани на територији аутономне покрајине. Посланике за Савезно веће бирале су општинске скупштине и грађани непосредно. Посланичке кандидате за Савезно веће предлагали су грађани на својим зборовима бирача или група грађана.
Послове из надлежности Савезне скупштине СФРЈ вршило је Савезно веће заједно с другим надлежним већем равноправно. Одређене послове из скупштинске надлежности вршило је поједино веће самостално, а неке заједничка седница свих већа. Савезно веће је самостално: претресало питања из области спољне политике, народне одбране и државне безбедности и питања опште унутрашње политике; доносило законе и друге акте и ратификовало међународне уговоре из области међународних политичких односа, народне одбране и државне безбедности; бирало и разрешавало председника и чланове Савезног извршног већа, бирало и разрешавало председника и судије Уставног суда Југославије, Врховног суда Југославије и Врховног привредног суда, именовало и разрешавало савезне државне секретаре, савезне секретаре, секретара Савезног извршног већа, заменика врховног команданта, као и функционере и чланове органа управљања организација; остваривало права Савезне скупштине СФРЈ у погледу одговорности политичко-извршних органа и савезних функционера; одлучивало о накнадама савезним посланицима и функционерима које је Савезна скупштина СФРЈ бирала или именовала; вршило друге послове који нису у равноправном делокругу других већа или у самосталном делокругу ког другог већа.
Године 1968. Савезно веће као општенадлежно веће Савезне скупштине СФРЈ заменило је Веће народа (веће делегата република и аутономних покрајина). Поред Већа народа постојала су још четири већа: Привредно веће, Просветно-културно веће и Социјално-здравствено веће (као већа делегата радних људи у радним заједницама) и Друштвено-политичко веће (као веће делегата грађана у општинама).

### Устав СФРЈ из 1974.
Према Уставу Социјалистичке Федеративне Републике Југославије (1974) Скупштина СФРЈ се састојала из два дома: Савезног већа и Већа република и покрајина. Савезно веће је сачињавало по тридесет делегата самоуправних организација и заједница и друштвено-политичких организација из сваке републике односно по двадесет делегата из сваке аутономне покрајине. Кандидациони поступак је спроводио Социјалистички савез радног народа Југославије. Веће је имало председника и потпредседника. Председник је представљао Веће, сазивао седнице Већа, председавао седницама Већа и потписивао одлуке и друге опште акте које је Веће доносило. Председник и потпредседник Већа бирали су се на четири године.
Савезно веће је самостално: одлучивало о промени Устава СФРЈ; утврђивало основе унутрашње политике и спољну политику; доносило савезне законе осим савезних закона које је доносило Веће република и покрајина, давало аутентично тумачење савезних закона које је доносило; утврђивало политику извршавања савезних закона; доносило буџет федерације и завршни рачун федерације; одлучивало о промени граница Социјалистичке Федеративне Републике Југославије; одлучивало о рату и миру; ратификовало међународне уговоре о политичкој и војној сарадњи и међународне уговоре који су захтевали доношење нових или мењање важећих закона које је оно доносило; утврђивало основе организације савезних органа и њихову надлежност; претресало извештаје Савезног извршног већа и савезних органа управе, вршило политичку контролу над радом ових органа и својим смерницама усмеравало њихов рад; претресало мишљења и предлоге Уставног суда о остваривању заштите уставности и законитости пред тим судом; претресало извештаје Савезног суда и савезног јавног тужиоца о примењивању савезних закона, о општим проблемима правосуђа и о раду Савезног суда и савезног јавног тужиоца; претресало извештаје, мишљења и предлоге савезног друштвеног правобраниоца самоуправљања; давало амнестију за кривична дела одређена савезним законом; вршило верификацију мандата и одлучивало о мандатно-имунитетским питањима делегата; доносило пословник о свом раду; вршило и друге послове из надлежности Скупштине СФРЈ који нису били у делокругу Већа република и покрајина или које није врши равноправно са њим.
Савезно веће и Веће република и покрајина равноправно су: бирали и разрешавали председника и потпредседника односно потпредседнике Скупштине СФРЈ; бирали и разрешавали председника и чланове Савезног извршног већа, именовали и разрешавали савезне секретаре и друге одређене функционере и чланове колегијалних тела у савезним органима; бирали и разрешавали председника и судије Уставног суда и Савезног суда, именовали и разрешавали савезног друштвеног правобраниоца самоуправљања, именовали и разрешавали савезног јавног тужиоца; бирали и разрешавали чланове Савета федерације; ратификовали међународне уговоре који су захтевали доношење нових или измену важећих републичких и покрајинских закона; доносили одлуке о продужењу мандата делегата у Скупштини СФРЈ; доносили пословник о заједничком раду већа и о њиховим заједничким радним телима и одлуку о организацији и раду скупштинских служби.

## Председници Савезног већа
| Председници Савезног већа 1946—1969. | Председници Савезног већа 1946—1969. | Председници Савезног већа 1946—1969.                                       | Председници Савезног већа 1946—1969.                                       | Председници Савезног већа 1946—1969.                                       | Председници Савезног већа 1946—1969.                                       | Председници Савезног већа 1946—1969.                                       | Председници Савезног већа 1946—1969. |
| назив скупштине                      | сазив                                | број                                                                       | име и презиме                                                              | почетак мандата                                                            | крај мандата                                                               | напомена                                                                   | реф                                  |
| ------------------------------------ | ------------------------------------ | -------------------------------------------------------------------------- | -------------------------------------------------------------------------- | -------------------------------------------------------------------------- | -------------------------------------------------------------------------- | -------------------------------------------------------------------------- | ------------------------------------ |
| Народна скупштина 1946—1953.         | 1 сазив 1945—1950.                   | 1                                                                          | Владимир Симић (1894—1974)                                                 | 31. јануар 1946.                                                           | 24. април 1950.                                                            |                                                                            | [ 17 ]                               |
| Народна скупштина 1946—1953.         | 2 сазив 1950—1953.                   | 1                                                                          | Владимир Симић (1894—1974)                                                 | 24. април 1950.                                                            | 24. децембар 1953.                                                         |                                                                            | [ 18 ]                               |
| Савезна народна скупштина 1953—1963. | 3 сазив 1953—1958.                   | 2                                                                          | Влада Зечевић (1903—1970)                                                  | 24. децембар 1953.                                                         | 17. април 1958.                                                            |                                                                            | [ 19 ]                               |
| Савезна народна скупштина 1953—1963. | 4 сазив 1958—1963.                   | 3                                                                          | Младен Ивековић (1903—1970)                                                | 18. април 1958.                                                            | 29. јун 1963.                                                              |                                                                            | [ 20 ]                               |
| Савезна скупштина 1963—1974.         | 5 сазив 1963—1969.                   | 4                                                                          | Мијалко Тодоровић (1913—1999)                                              | 29. јун 1963.                                                              | 13. октобар 1966.                                                          |                                                                            | [ 21 ]                               |
| Савезна скупштина 1963—1974.         | 5 сазив 1963—1969.                   | 5                                                                          | Милош Минић (1914—2003)                                                    | 13. октобар 1966.                                                          | 16. мај 1967.                                                              |                                                                            |                                      |
| Савезна скупштина 1963—1974.         | 5 сазив 1963—1969.                   | 6                                                                          | Видоје Смилевски (1915—1979)                                               | 16. мај 1967.                                                              | 15. мај 1969.                                                              |                                                                            | [ 22 ]                               |
| Савезна скупштина 1963—1974.         | 6 сазив 1969—1974.                   | У току шестог сазива Савезне народне скупштине није постојало Савезно веће | У току шестог сазива Савезне народне скупштине није постојало Савезно веће | У току шестог сазива Савезне народне скупштине није постојало Савезно веће | У току шестог сазива Савезне народне скупштине није постојало Савезно веће | У току шестог сазива Савезне народне скупштине није постојало Савезно веће | [ 23 ]                               |
| Председници Савезног већа 1974—1992. |                                      |                                                                            |                                                                            |                                                                            |                                                                            |                                                                            |                                      |
| Скупштина СФРЈ 1974—1992.            | 7 сазив 1974—1978.                   | 7                                                                          | Данило Кекић (1918—1999)                                                   | 15. мај 1974.                                                              | 15. мај 1978.                                                              |                                                                            | [ 24 ]                               |
| Скупштина СФРЈ 1974—1992.            | 8 сазив 1978—1982.                   | 8                                                                          | Доброслав Ћулафић (1926—2011)                                              | 15. мај 1978.                                                              | 31. октобар 1979.                                                          |                                                                            | [ 25 ]                               |
| Скупштина СФРЈ 1974—1992.            | 8 сазив 1978—1982.                   | 9                                                                          | Стана Томашевић (1921—1983)                                                | 31. октобар 1979.                                                          | 15. мај 1982.                                                              |                                                                            | [ 26 ]                               |
| Скупштина СФРЈ 1974—1992.            | 9 сазив 1982—1986.                   | 10                                                                         | Антон Вратуша (1915—2017)                                                  | 15. мај 1982.                                                              | 13. мај 1983.                                                              | СР Словенија                                                               | [ 27 ]                               |
| Скупштина СФРЈ 1974—1992.            | 9 сазив 1982—1986.                   | 11                                                                         | Аслан Фазлија (1924—1986)                                                  | 13. мај 1983.                                                              | 15. мај 1984.                                                              | САП Косово                                                                 | [ 28 ]                               |
| Скупштина СФРЈ 1974—1992.            | 9 сазив 1982—1986.                   | 12                                                                         | Стојан Бјелајац (1923—2004)                                                | 15. мај 1984.                                                              | 15. мај 1985.                                                              | СР Босна и Херцеговина                                                     | [ 29 ]                               |
| Скупштина СФРЈ 1974—1992.            | 9 сазив 1982—1986.                   | 13                                                                         | Миодраг Трифуновић (1927—1987)                                             | 15. мај 1985.                                                              | 15. мај 1986.                                                              | СР Србија                                                                  | [ 30 ]                               |
| Скупштина СФРЈ 1974—1992.            | 10 сазив 1986—1992.                  | 14                                                                         | Милка Такева Григоријевић (1935—2017)                                      | 15. мај 1986.                                                              | 15. мај 1987.                                                              | СР Македонија                                                              | [ 31 ]                               |
| Скупштина СФРЈ 1974—1992.            | 10 сазив 1986—1992.                  | 15                                                                         | Омер Курпејовић (1929—2013)                                                | 15. мај 1987.                                                              | 15. мај 1988.                                                              | СР Црна Гора                                                               | [ 32 ]                               |
| Скупштина СФРЈ 1974—1992.            | 10 сазив 1986—1992.                  | 16                                                                         | Стјепан Новаковић (1932—)                                                  | 15. мај 1988.                                                              | 15. мај 1989.                                                              | СР Хрватска                                                                | [ 33 ]                               |
| Скупштина СФРЈ 1974—1992.            | 10 сазив 1986—1992.                  | 17                                                                         | Богдана Глумац Леваков (1946—2019)                                         | 15. мај 1989.                                                              | 11. јун 1992.                                                              | САП Војводина                                                              | [ 34 ]                               |